# La Gohannière
La Gohannière és un municipi francès situat al departament de la Manche i a la regió de Normandia. L'any 2007 tenia 113 habitants.

## Demografia

### Població
El 2007 la població de fet de La Gohannière era de 113 persones. Hi havia 47 famílies de les quals 11 eren unipersonals (11 dones vivint soles i 11 dones vivint soles), 18 parelles sense fills i 18 parelles amb fills.
La població ha evolucionat segons el següent gràfic:
Habitants censats

### Habitatges
El 2007 hi havia 50 habitatges, 45 eren l'habitatge principal de la família i 5 eren segones residències. 49 eren cases i 1 era un apartament. Dels 45 habitatges principals, 41 estaven ocupats pels seus propietaris, 3 estaven llogats i ocupats pels llogaters i 1 estava cedit a títol gratuït; 2 tenien dues cambres, 5 en tenien tres, 12 en tenien quatre i 26 en tenien cinc o més. 37 habitatges disposaven pel capbaix d'una plaça de pàrquing. A 19 habitatges hi havia un automòbil i a 25 n'hi havia dos o més.

### Piràmide de població
La piràmide de població per edats i sexe el 2009 era:
| Homes | Edats   | Dones |
| ----- | ------- | ----- |
| 0     | 95 o +  | 0     |
| 0     | 90 a 94 | 0     |
| 0     | 85 a 89 | 0     |
| 4     | 80 a 84 | 4     |
| 4     | 75 a 79 | 4     |
| 0     | 70 a 74 | 8     |
| 4     | 65 a 69 | 0     |
| 0     | 60 a 64 | 4     |
| 0     | 55 a 59 | 0     |
| 0     | 50 a 54 | 0     |
| 0     | 45 a 49 | 0     |
| 0     | 40 a 44 | 0     |
| 12    | 35 a 39 | 0     |
| 4     | 30 a 34 | 12    |
| 0     | 25 a 29 | 4     |
| 0     | 20 a 24 | 0     |
| 0     | 15 a 19 | 0     |
| 4     | 10 a 14 | 8     |
| 4     | 5 a 9   | 8     |
| 0     | 0 a 4   | 8     |

## Economia
El 2007 la població en edat de treballar era de 66 persones, 56 eren actives i 10 eren inactives. De les 56 persones actives 55 estaven ocupades (28 homes i 27 dones) i 1 aturada (1 dona i 1 dona). De les 10 persones inactives 5 estaven jubilades i 5 estaven estudiant.
Activitats econòmiques
Els 2 establiments que hi havia el 2007 eren d'empreses de construcció.
L'únic servei als particulars que hi havia el 2009 era un paleta.
L'any 2000 a La Gohannière hi havia 12 explotacions agrícoles que ocupaven un total de 164 hectàrees.

## Poblacions més properes
El següent diagrama mostra les poblacions més properes.